# 羅蘭·波佐·迪·博爾戈
羅蘭·波佐·迪·博爾戈（法語：Roland Pozzo di Borgo，1928年12月13日—2001年8月28日），出生於法國馬賽，逝世於塞納河畔納伊的巴黎美國醫院（法語：Hôpital américain de Paris），是活躍於1970年代的商人、企業家和慈善家。

## 生平
羅蘭·波佐·迪·博爾戈是法國科西嘉島貴族波佐迪博爾戈家族（法語：Famille Pozzo di Borgo）的後裔，血統源自於父母：Matthieu Ferrandini 和 Marie-Anne Pozzo di Borgo。
1970年代，他開設了巴黎小酒館（法語：Le Bistrot de Paris），他發掘了米其林指南三星主廚雷蒙德·奧利弗的兒子：邁克爾·奧利弗，在他的協助下同時還開設羅馬小酒館（法語：Bistro Romain）連鎖餐廳，1982年最顛峰時，全法國擁有65家餐廳，後來被上市公司專業餐飲弗洛集團（法語：Groupe Flo）收購。
1970年代他同時兼任多重身分：
- 拿破崙一世誕辰200周年委員會的委員

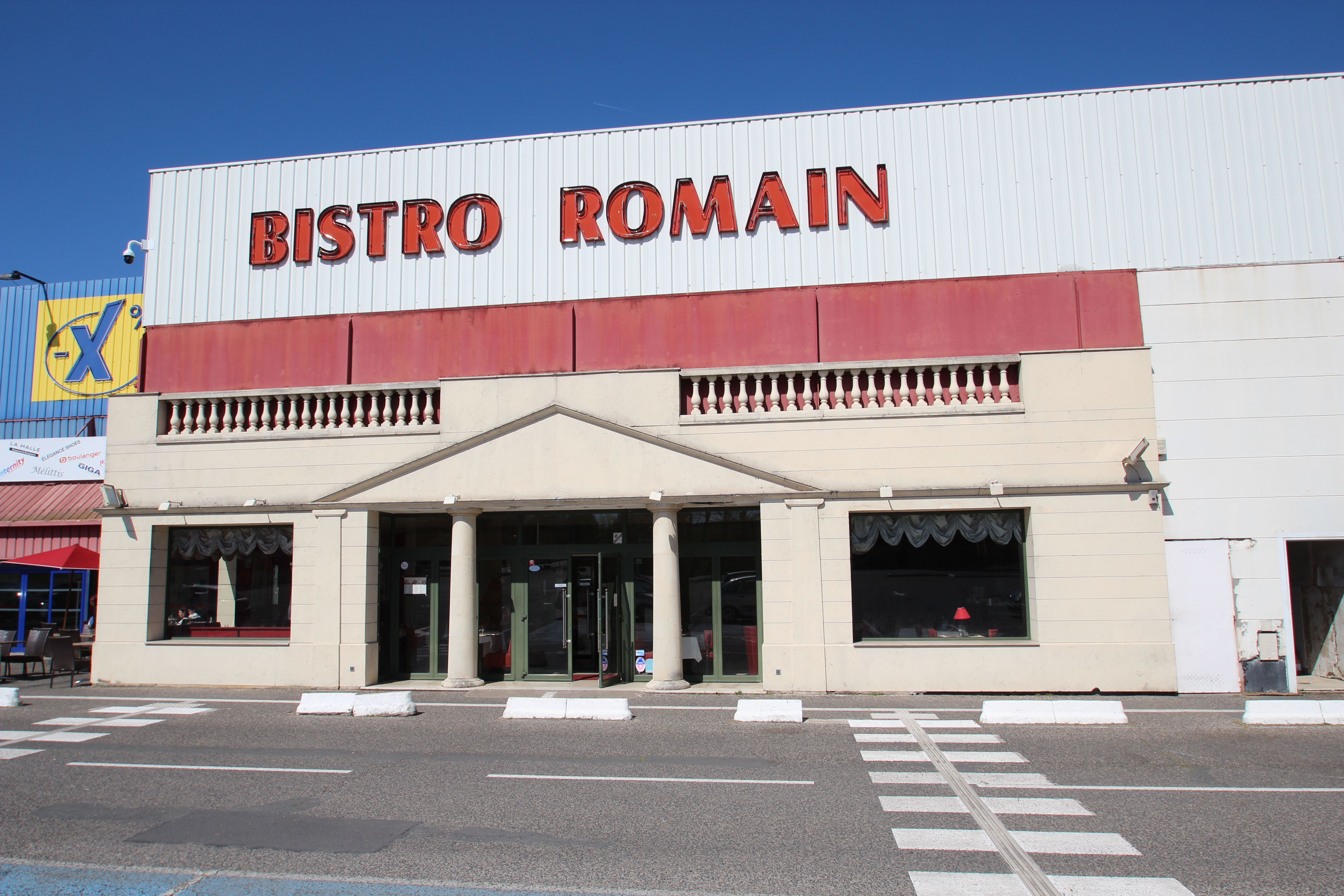
連鎖餐廳羅馬小酒館

- 世界第一家新聞通訊社：哈瓦斯通訊社執行委員會主席
- 克勞德·蓬皮杜基金會（法語：Fondation Claude-Pompidou）的執行長

1994年的時候，羅蘭·波佐·迪·博爾戈是香榭麗舍大道委員會主席，與時任巴黎市長的賈克·席哈克，共同啟動一項香榭麗舍大道改造計畫。
2001年8月28日，羅蘭·波佐·迪·博爾戈逝世於塞納河畔納伊的巴黎美國醫院。